# دوري أبطال أوروبا لكرة اليد 2014–15
دوري أبطال أوروبا لكرة اليد 2014–15 هو الموسم 55 من  دوري أبطال أوروبا لكرة اليد. أقيم خلال الفترة 2014 وحتى 2015، وأشرف على تنظيمه الاتحاد الأوروبي لكرة اليد، وفاز فيه نادي برشلونة لكرة اليد.